# Ramena Ohře
Ramena Ohře je Evropsky významná lokalita vyhlášená v roce 2009. Lokalita je zahrnuta do soustavy Natura 2000. Jedná se o nejzachovalejší část nivy Ohře nížinného charakteru v Karlovarském kraji s množstvím mrtvých ramen a tůní.
Předmětem ochrany jsou smíšené jasanovo-olšové lužní lesy temperátní a boreální Evropy, přirozené vodní nádrže s bohatou vegetací a bahnité břehy řek s bohatou vegetací.

## Popis oblasti
Nachází se v Chebsko-sokolovském bioregionu v geomorfologické jednotce Chebská pánev a Sokolovská pánev v horním úseku řeky Ohře mezi Chebem a Sokolovem v mírně teplé klimatické oblasti.

## Přírodní poměry
V Karlovarském kraji je řeka Ohře osou celého kraje a v území evropsky významné lokality odděluje Krušné hory a Slavkovský les. Nejvýraznějším prvkem řeky jsou její meandry, ostrůvky a po obou stranách hlavního toku slepá a mrtvá ramena, která někdy vytvářejí celé soustavy propojených ramen. Propojené soustavy ramen se nacházejí zejména u Kynšperka nad Ohří. Mnohá z těchto ramen mají široká ústí, kterými proudí voda ven i dovnitř. Některá ústí jsou zaplňována sedimenty a tak je nastartován jejich postupný zánik a vznik mrtvých ramen a tůní. V úseku od Nebanice do Šabiny má řeka několik významnějších přítoků, kterými jsou především Plesná, Libava a Libocký potok.

### Flóra a fauna
Podél řeky jsou vyvinuty především olšiny střídané vrbinami a mokřadními společenstvy.
Zajímavá je makrofitní vegetace samotného toku a stojatých vod, kde dominuje hvězdoš háčkatý (Callitriche hamulata), stolístek klasnatý (Myriophyllum spicatum), zevar jednoduchý (Sparganium emersum) a rdest kadeřavý (Potamogeton crispus). Spolu s hojným stulíkem žlutým (Nuphar lutea), který roste v klidných zátočinách toku, vytváří vodní vegetace rozsáhlé porosty s listy na hladině, které často pokrývají souvislou plochu. Stulík je často doprovázen šípatkou střelolistou (Sagittaria sagittifolia).
Rozsáhlé porosty zde tvoří i lakušník štětičkový (Batrachium penicillatum) a společné kobercovité porosty zajišťují účinnou mechanickou filtraci vody, díky které je v letní sezoně voda v řece průzračně čistá.
V zatopených depresích s nižší vodní hladinou roste puškvorec obecný (Acorus calamus), ďáblík bahenní (Calla palustris) a žebratka bahenní (Hottonia palustris).
Nejpestřejší vegetace se vyskytuje v mělkých tůních a slepých ramenech v úseku mezi Tršnicemi a Šabinou. Stabilitu biotypů udržují jarní povodně, které zaplavují část říční nivy, přinášejí živiny a odnášejí neukotvené rostliny.
Řeka je rovněž životním prostředím pro ryby, obojživelníky a další drobné živočichy. Pravidelně zde loví volavka popelavá (Ardea cinerea) a ledňáček říční (Alcedo atthis).